# Pendule (Disney)
Pendule is de naam van de sprekende klok in de Disneyfilm Belle en het Beest.
Het Beest werd een beest toen hij op een koude winternacht als prins niet onderdak wilde bieden aan een oude vrouw in ruil voor een roos. Toen hij drie keer weigerde, smolt de lelijke oude vrouw weg om plaats te maken voor een beeldschone tovenares. "Als straf" betoverde ze de prins om in een beest en sprak ook een vloek uit over het kasteel en alle bewoners van het kasteel, waaronder Pendule.
Naast Pendule zijn andere betoverde personeelsleden Lumière, Plumeau, Barstje en Barstjes moeder Mevrouw Tuit.
David Ogden Stiers is de Amerikaanse stem van Pendule vanaf 1991 tot 2006. Ian McKellen deed de stem van Pendule in de 2017 remake van de Belle en het Beest-film. In Nederland was Luc Lutz de Nederlandse stem van Pendule voor de eerste film, wat hij de hele tijd is gebleven. Bob Joles sprak de stem van Pendule in voor de Disney korte film Once Upon a Studio uit 2023, met Finn Poncin als Nederlandse stem.